# Жана-Тан
Жана́-Тан (каз. Жаңатаң) — село у складі Казталовського району Західноказахстанської області Казахстану. Входить до складу Болашацького сільського округу.
У радянські часи село називалося Мирон.
Населення — 227 осіб (2021; 352 у 2009, 480 у 1999, 315 у 1989).